# J. Miles Dale
J. Miles Dale (ur. w Toronto) – kanadyjski producent i reżyser filmowy. Laureat Oscara za najlepszy film za Kształt wody (2017). Często współpracuje z Guillermo del Toro.

## Filmografia

### Producent

#### filmy
- 1985: Timing
- 2000: Sideshow
- 2000: Amerykańska dziewczyna (All-American Girl: The Mary Kay Letourneau)
- 2001: Krwawy księżyc (Wolf Girl)
- 2002: Sekta 2 (The Skulls II)
- 2003: Blizzard - latający renifer (Blizzard)
- 2004: Sekta 3 (The Skulls 3)
- 2004: O dwóch takich, co poszli w miasto (Harold & Kumar Go to White Castle)
- 2006: Hollywoodland
- 2007: Mów do mnie (Talk To Me)
- 2008: Pontypool
- 2008: Przebłysk geniuszu (Flash of Genius)
- 2009: Miłość w Seattle (Love Happens)
- 2010: Scott Pilgrim kontra świat (Scott Pilgrim vs. the World)
- 2011: Coś (The Thing)
- 2012: I że cię nie opuszczę (The Vow)
- 2013: Mama
- 2013: Carrie
- 2014: Miłość bez końca (Endless Love)
- 2017: Kształt wody (The Shape of Water)

#### seriale
- 1987: Piątek trzynastego (Friday the 13th)
- 1990: Top Cops
- 1994: RoboCop
- 1996: F/X (F/X: The Series)
- 2014: Wirus (The Strain)

### Reżyser

#### filmy
- 2004: Sekta 3 (The Skulls 3)

#### seriale
- 1990: Top Cops
- 1994: RoboCop
- 1996: F/X (F/X: The Series)
- 1997: Ziemia: Ostatnie starcie (Earth: Final Conflict)
- 2000: Andromeda
- 2001: Doc
- 2002: Sue Thomas: Słyszące oczy FBI (Sue Thomas: F.B.Eye)
- 2006: 'Til Death Do Us Part
- 2014: Wirus (The Strain)
- 2016: Shadowhunters

### Aktor
- 1985: Timming jako asystent reżysera
- 2001: Krwawy Księżyc (Wolf Girl) jako farmer
- 2001: Harvard Man jako Howie
- 2007: Mów do mnie (Talk to me) jako reżyser programu
- 2010: The Making of 'Scott Pilgrim vs. the World' jako on sam
- 2012: The Thing Evolves jako on sam

## Nagrody i nominacje[2]
- Amerykańska Gildia Producentów Filmowych (2018)

Wygrana (Złoty Laur) w kategorii "Nagroda im. Darryla F. Zanucka dla najlepszego producenta filmowego" (za Kształt wody)
- BAFTA 2018

Nominacja w kategorii "Najlepszy film" za Kształt wody
- Oscary 2018

Wygrana w kategorii "Najlepszy film" za Kształt wody